# Englischer Besatz

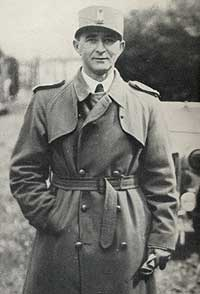
Uniform-Trenchcoat mit englischem Besatz (hier nicht bis vorn zu den Besetzen reichend) und Schulterklappen (Norwegen, 1941)

Unter englischem Besatz  versteht man in der Bekleidungsindustrie eine gedoppelte Schulter aus Oberstoff bei leichten Herrenmänteln. Der Besatz reicht hinab bis Kollerhöhe und nach vorn bis zu den Frontbesetzen.